# Because of You (Skunk Anansie)
Because of You è un singolo del gruppo musicale britannico Skunk Anansie, pubblicato in data 14 settembre 2009 come primo estratto dalla prima raccolta Smashes & Trashes.

## Descrizione
Scritta dal gruppo stesso, Because of You è il primo singolo pubblicato dagli Skunk Anansie a distanza di dieci anni da You'll Follow Me Down.
Il brano è stato pubblicato su CD singolo il 14 settembre 2009, mentre è entrato nella rotazione radiofonica a partire dal 24 agosto.

## Video musicale
Il videoclip, diretto da Casper Franken (curatore anche della grafica del disco Smashes & Trashes), è stato pubblicato il 10 agosto 2009 in anteprima sul sito della rivista Kerrang!. In esso vengono alternate scene del gruppo intento ad eseguire il brano in un'ambientazione oscura con altre in cui viene narrata la storia di un piccolo volatile.

## Tracce
Testi e musiche di Skin, Cass, Ace e Mark, eccetto dove indicato.
CD promozionale (Germania)
1. Because of You (Jeremy Wheatley Remix)
2. Because of You (Original Radio Edit) – 3:39
3. Because of You (Original)

CD promozionale (Regno Unito)
1. Because of You (Michael Cleis Remix) – 9:06
2. Because of You (Duke Dumont Remix)
3. I Can Dream (Rusko Remix) (Skin, Len Arran)
4. Because of You (Original) – 3:39

CD singolo (Regno Unito), download digitale
1. Because of You (Original) – 3:39
2. Because of You (Michel Cleis Remix) – 9:06
3. Because of You (Dumont's "Because of I" Remix) – 6:15

7"
- Lato A

1. Because of You (Original) – 3:39

- Lato B

1. I Can Dream (Rusko's Hands in the Air Remix) (Skin, Len Arran)

12"
- Lato A

1. Because of You (Michel Cleis Remix) – 9:06
2. Because of You (Dumont's "Because of I" Remix) – 6:16

## Formazione
Gruppo
- Skin – voce
- Cass – basso
- Ace – chitarra
- Mark – batteria

Produzione
- Skunk Anansie – produzione
- Chris Sheldon – ingegneria del suono, missaggio
- Ted Jensen – mastering

## Classifiche
| Classifica (2009) | Posizione massima |
| ----------------- | ----------------- |
| Italia            | 10                |